# Thomas Helveg
Thomas Lund Helveg (* 24. Juni 1971 in Odense) ist ein ehemaliger dänischer Fußballspieler und derzeitiger -trainer. Zuletzt stand er 2013 als Co-Trainer bei Odense BK unter Vertrag.

## Familie
Helveg stammt aus einer Fußballerfamilie. Sein Vater spielte in Dänemarks erster Liga und in der B-Nationalelf, sein Onkel hatte eine ähnliche Karriere. Sein zwei Jahre älterer Bruder Henrik Helveg spielte auch in der ersten dänischen Liga.

## Spielerkarriere

### Anfänge in Odense
Der Verteidiger Thomas Helveg spielte in den ersten Jahren seiner Karriere bei Odense BK. Hier spielte er sich in die Stammelf und wurde Leistungsträger. In den weiteren Jahren wurden dann Klubs aus dem Ausland auf ihn aufmerksam.

### Elf erfolgreiche Jahre in Italien
1993 wechselte Helveg ins Ausland und unterschrieb einen Vertrag bei Udinese Calcio. Zuvor hatte er gezögert, auch weil seine Frau eine Anstellung an einer Universität hatte. Aus diesem Grund ließ er sich in den Vertrag eine Klausel einbauen, nach der er nach drei Monaten nach Dänemark zurückkehren durfte. Helveg spielte sich in Udine in die Stammelf. 1995 kam Oliver Bierhoff zum Verein; Helveg war für ihn der Vorlagengeber. Er und Bierhoff hatten Anteil an Udineses erster Qualifikation für den Europapokal. 1998 folgte er Bierhoff zum AC Mailand. Ein Jahr später wurde Helveg mit Milan italienischer Meister. 2000 wechselte er zum Stadtrivalen Inter und wurde kurze Zeit später wieder an den AC verliehen. 2003 gewann er mit dem AC Mailand die UEFA Champions League, wobei er im Finale kein Stammspieler mehr war. Im Sommer 2003 wechselte er für ein Jahr zu Inter Mailand und verließ nach der Saison die Serie A.

### Zweieinhalb Jahre in England und Deutschland
2004/05 spielte er bei Norwich City, die zuvor in die Premier League aufgestiegen waren. Zunächst konnte er sich nicht in der ersten Elf behaupten und es kamen Spekulationen über eine Rückkehr nach Dänemark auf, jedoch kam er schließlich wegen Ausfällen nach Verletzungen in die Mannschaft und spielte 20-mal. Nachdem die Mannschaft wieder abgestiegen war, verließ er den Klub, auch weil Morten Olsen als dänischer Nationaltrainer Helveg nicht in der Football League Championship (zweite Liga) sehen wollte. Helveg wechselte daraufhin zu Borussia Mönchengladbach. Dort wurde Helveg die Rolle des Führungsspielers zugeteilt. Verletzungsbedingt kam Helveg in der Bundesliga jedoch nur zu 13 Einsätzen.

### Karriereausklang beim Heimatverein
Ende Januar 2007 kehrte Helveg nach Dänemark zurück und unterschrieb bei seinem Stammklub Odense BK, der Helveg eine Perspektive für die Zukunft bot. Zum Ende des Jahres 2010 beendete er seine Karriere. Am 4. Dezember 2010 lief er gegen Aalborg BK letztmals in einem Punktspiel auf. Seinen letzten Einsatz als Aktiver hatte er am 16. Dezember 2010 im Europa-League-Spiel gegen den VfB Stuttgart.

### Nationalmannschaft
Für die dänische Nationalmannschaft gab er am 20. April 1994 sein Debüt in einem Freundschaftsspiel gegen Ungarn. Er bestritt 108 Länderspiele, in denen er zwei Tore erzielte. Er nahm mit der Nationalmannschaft an der EM 1996, der WM 1998, der EM 2000, der WM 2002 und an der EM 2004 sowie an den gescheiterten Qualifikationen zur WM 2006 und zur EM 2008 teil. Er lief letztmals am 17. Oktober 2007 beim EM-Qualifikationsspiel gegen Lettland auf. Am 28. Februar 2008 trat Helveg aus der Nationalmannschaft zurück.

## Trainerkarriere
Ab Januar 2011 arbeitete Helveg als Co-Trainer bei Odense BK und war im Frühjahr für einige Wochen Chefcoach. Von Sommer 2011 bis Sommer 2013 kehrte er in die Rolle des Trainerassistenten von Troels Bach zurück.

## Erfolge

### Verein
- Dänischer Meister: 1989
- Dänischer Pokalsieger: 1990/91, 1992/93, 2006/07
- Italienischer Meister: 1998/99
- Italienischer Pokalsieger: 2002/03
- Champions-League-Sieger: 2002/03

### Nationalmannschaft
- WM-Teilnehmer 1998, 2002
- EM-Teilnehmer 1996, 2000, 2004

## Sonstiges
Helveg spricht neben Dänisch auch Englisch und Deutsch. Er lernte die deutsche Sprache in der Schule und über das Fernsehen.